# Uwieziony Żleb
Uwieziony Żleb – żleb w Dolinie Małej Łąki w Tatrach Zachodnich. Opada spod Siwarowej Przełęczy do tzw. Stawków w górnej części Wielkiej Polany Małołąckiej. Jest suchy, woda spływa nim jedynie po większych ulewach. W górnej swojej części Uwieziony Żleb ma orograficznie prawą odnogę, podchodzącą około 100 m powyżej Siwarowej Przełęczy na grań łączącą ją z Zagonną Turnią.
Uwieziony Żleb znajduje się w terenie zalesionym, zawalony jest wiatrołomami, zarośnięty maliniskami i pokrzywami. Łatwiejszy do przejścia jest zimą oraz późną jesienią, gdy maliniska i pokrzywy stają się mniej dokuczliwe. W górnej części, pod Siwarową Przełęczą zanika, przechodząc w trawiasto-lesiste zbocze. Dolna część zbocza położona między Uwiezionym Żlebem a Kamiennym Żlebem to zbudowane z łupków Kamienne.